# Mrholení
Termínem mrholení je označován typ deště s kapkami malých rozměrů. Jako hranice mezi „běžným“ deštěm a mrholením je obvykle uváděn průměr kapek 0,5 mm, při mrholení ale kapky často dosahují velikosti pouze v řádu desítek mikrometrů, proto je často ani nejde rozeznat. Jejich chování se již v takovém případě podstatně liší od deště s padajícími velkými kapkami - často se chovají spíše jako aerosol rozptýlený ve vzduchu, než jako tělesa padající k zemi vlivem gravitace.
K mrholení dochází především u nízké oblačnosti (často v případě oblaků „sedících na zemi“ nebo mlhy). Je typické pro podzimní měsíce.